# 1967 في الإكوادور
فيما يلي قوائم الأحداث التي وقعت خلال عام 1967 في الإكوادور.

## رياضة
- 1 يناير – الدوري الإكوادوري لكرة القدم 1967 الفائز نادي ديبورتيفو إل ناسيونال.

## مواليد

### يناير
- 1 يناير – إنريكيه تشيدياك مصوّر سينمائي إكوادوري.
- 16 يناير – إيفو رون لاعب كرة قدم إكوادوري.

### أكتوبر
- 24 أكتوبر – كارلوس مونيوث لاعب كرة قدم إكوادوري.

## وفيات

### مايو
- 2 مايو – سيزار دافيلا أندرادي (مواليد 1918) كاتب إكوادوري.